# روسسوش (شهرستان بیاوا پودلاسکا)
روسسوش (به لهستانی:  Rossosz) یک روستا در لهستان است که در گمینا روسسوش واقع شده‌است. روسسوش ۱٬۰۰۰ نفر جمعیت دارد.